# Sphaerocorynidae
Sphaerocorynidae is een familie van neteldieren uit de klasse van de hydroïdpoliepen (Hydrozoa)

## Geslachten
- Astrocoryne Maggioni et al., 2017
- Euphysilla Kramp, 1955
- Heterocoryne Wedler & Larson, 1986
- Sphaerocoryne Pictet, 1893